# Patrick Béon
Patrick Béon (Gosné, 5 de febrero de 1950) fue un ciclista francés, que fue profesional entre 1973 y 1979. Sus mayores éxitos serían las victorias finales a la Estrella de Bessèges y al Critèrium Internacional.

## Palmarés
1971
- - Vencedor de una etapa en el Gran Premio Guillermo Tell

1972
- 1º en la Pariera-Mantas-en-Yvelines

1973
- 1º en la París-Roubaix sub-23
- 1º en el Tour de Loir y Cher y vencedor de una etapa
  - Vencedor de una etapa en el Gran Premio Guillermo Tell

1975
- 1º en la Estrella de Bessèges

1976
- 1º en el Critèrium Internacional
- 1º en el Gran Premio de Niza

1979
- Vencedor de una etapa en la Estrella de Bessèges

### Resultados al Tour de Francia
- 1975. 78.º de la clasificación general
- 1976. 61.º de la clasificación general
- 1977. Fuera de control (17.ª etapa)